# Diggy Dex
Koen Jansen (Amersfoort, 26 maart 1980), bekend onder zijn artiestennaam Diggy Dex, is een Nederlandse rapper, zanger en liedjesschrijver.

## Leven en carrière
Diggy Dex groeide op in Leusden. Vanaf zijn elfde kreeg hij gitaarles. Op zijn vijftiende begon hij met een klasgenoot te rappen. Rond deze periode lagen zijn ouders ook in scheiding. Op negentienjarige leeftijd schreef Diggy Dex zijn eerste solo track genaamd Zoektocht naar gelukt. Na de middelbare school ging Diggy Dex sociaal-culturele wetenschappen studeren aan de Vrije Universiteit Amsterdam.
Diggy Dex was aanvankelijk lid van de rapgroep DAC, waarmee hij twee albums (DiDACtici in 2002 en Professioneel Chillen in 2005), een ep (Professioneel spinnen) een single (Springstof) en meerdere video's uitbracht. Ondertussen werkte hij aan zijn solodebuut, stond hij op albumverzamelaars en deed hij als guest-MC mee op verschillende albums.
Op 21 november 2006 bracht Diggy Dex als vierde DAC-lid zijn eerste solo-cd uit, Verhalen vanuit de Sofa. Dit album ging gepaard met drie videoclips: 'Dubbeldik', 'Verhalen vanuit de sofa' en 'Vier woorden' (met Stephanie Louwrier als hoofdrolspeelster). Grootmeester Jan (met Collaboratorium), Wudstik (met Mijn wereld) en Jiggy Djé (met Noah's Ark) gingen hem voor als mede-DAC'ers met een soloalbum. 
In juni 2009 maakte Diggy Dex een remix van het nummer Fantastig toch van de Vlaamse zangeres Eva De Roovere. Deze remix, uitgebracht onder de titel Slaap lekker (Fantastig toch), werd een grote hit in zowel Nederland als Vlaanderen. De single bereikte de achtste plaats in de Nederlandse Top 40 en de tweede in de Single Top 100 en de Ultratop 50. In oktober 2010 verscheen Diggy Dex' derde soloalbum, Lange nachten, korte dagen.
In januari 2014 bracht Diggy Dex zijn vierde album Do it yourself uit onder zijn eigen label We Want More Music. Op dit album staat onder meer het nummer Liever, dat hij samen maakte met Stef Bos. Ook verzorgde Diggy Dex muziek voor de film Kankerlijers van regisseur Lodewijk Crijns. Vanaf de zomer van 2015 rapte Diggy Dex wekelijks een column in het programma van Giel Beelen op 3FM. In datzelfde jaar verscheen het nummer Treur niet (Ode aan het leven), een samenwerking met JW Roy. Dit nummer schreef hij naar aanleiding van een optreden bij een uitvaart van drie slachtoffers van de MH17-vliegtuigramp. Voor dit nummer ontving Diggy Dex in 2017 de Buma Award voor beste Nederlandstalige single.
In 2016 deed Diggy Dex mee met Ali B op volle toeren. Hierin werkt hij samen met Herman van Veen en Boudewijn de Groot, van wie hij beide fan was. Datzelfde jaar schrijft hij met Ali B het nummer Ik huil alleen bij jou uit, dat hem opnieuw een platina plaat opleverde. Naar aanleiding van de aanslagen in Brussel schreef Diggy Dex in diezelfde periode het nummer Morgen komt het goed. Datzelfde jaar verscheen het album Golven, gevolgd door drie clubtours en een theatertour. Ook werd deze plaat voor een Edison genomineerd.
Op 17 april 2017 stond Diggy Dex als eerste rapper ooit met een eigen show in het Koninklijk Theater Carré in Amsterdam. In 2018 verscheen zijn zesde album Karavaan, voorafgegaan door de single De zon op, die werd uitgeroepen tot Radio 2 TopSong. In 2020 deed hij mee aan het televisieprogramma Beste Zangers en verzorgde hij samen met Miss Montreal de titelsong van de film Alles is zoals het zou moeten zijn.
Sinds maart 2021 is Diggy Dex onderdeel van de gelegenheidsformatie The Streamers, die tijdens de coronapandemie gratis livestream-concerten gaven. Nadat de coronaregels in grote lijnen los werden gelaten, kondigde de formatie ook concerten met publiek aan. In 2021 kwam ook zijn album Carrousel uit. Twee jaar later werd een heruitgave van dat album uitgebracht onder de noemer Carrousel XL, voorafgegaan door de singles Kan het niet?, Wie is hier nou gek? en Allermeest.
Het album Tempo Giusto verscheen in april 2025, maar zou eigenlijk eerder verschijnen. Wegens een burn-out stelde Jansen de release en de bij het album horende concertreeks uit.

## Privéleven
Diggy Dex heeft samen met zijn vriendin twee zonen.
Diggy Dex heeft een oogziekte en is ambassadeur voor de Oogvereniging.

## Discografie

### Albums
| Album met eventuele hitnotering(en) in de Nederlandse Album Top 100 | Datum van verschijnen | Datum van binnenkomst | Hoogste positie | Aantal weken | Opmerkingen |
| ------------------------------------------------------------------- | --------------------- | --------------------- | --------------- | ------------ | ----------- |
| Verhalen vanuit de Sofa                                             | 2006                  | -                     |                 |              |             |
| Mayonaise voor de ziel                                              | 2008                  | -                     |                 |              |             |
| Lange nachten, korte dagen                                          | 2010                  | 06-11-2010            | 84              | 1            |             |
| Do It Yourself                                                      | 2014                  | 01-02-2014            | 41              | 2            |             |
| Golven                                                              | 2016                  | 01-10-2016            | 22              | 8            | Goud        |
| Karavaan                                                            | 2018                  | 17-11-2018            | 34              | 5            |             |
| Carrousel                                                           | 2021                  | 17-09-2021            | 7               | 5            |             |
| Tempo Giusto                                                        | 2025                  | 19-04-2025            | 16              | 1            |             |

### Singles
| Single met eventuele hitnotering(en) in de Nederlandse Top 40 | Datum van verschijnen | Datum van binnenkomst | Hoogste positie | Aantal weken | Opmerkingen                                                                                                |
| ------------------------------------------------------------- | --------------------- | --------------------- | --------------- | ------------ | --- |
| Slaap lekker (Fantastig toch)                                 | 2009                  | 25-07-2009            | 8               | 15           | met Eva De Roovere / Nr. 2 in de Single Top 100                                                            |
| Vandaag                                                       | 2009                  | 26-12-2009            | tip18           | -            | Nr. 35 in de Single Top 100                                                                                |
| Wat doe je dapper                                             | 2010                  | -                     |                 |              | met Anna Drijver / Nr. 52 in de Single Top 100                                                             |
| Links, rechts                                                 | 2010                  | -                     |                 |              | met Wudstik, Big2 & Skiggy Rapz / Nr. 96 in de Single Top 100                                              |
| Dezelfde spijt                                                | 2011                  | 12-02-2011            | tip15           | -            | met Jenny Lane / Nr. 78 in de Single Top 100                                                               |
| Treur niet (Ode aan het leven)                                | 2015                  | 14-11-2015            | 10              | 17           | met JW Roy / Nr. 21 in de Single Top 100 / Platina                                                         |
| Ik huil alleen bij jou                                        | 2016                  | 02-04-2016            | 29              | 8            | met Ali B / Nr. 33 in de Single Top 100 / Platina                                                          |
| Morgen komt het goed                                          | 2016                  | 09-04-2016            | tip18           | -            | |
| Laten we dansen                                               | 2016                  | 15-10-2016            | tip11           | -            | met Paul de Munnik                                                                                         |
| Tabee 2016                                                    | 2016                  | 17-12-2016            | tip19           | -            | met Guus Meeuwis                                                                                           |
| Vrienden                                                      | 2018                  | 27-01-2018            | tip7            | -            | met Marco Borsato, Nick & Simon, Xander de Buisonjé, Jeroen van Koningsbrugge, VanVelzen & André Hazes jr. |
| Allez                                                         | 2018                  | 21-04-2018            | tip12           | -            | met Kraantje Pappie                                                                                        |
| De zon op                                                     | 2018                  | 28-07-2018            | tip3            | -            | Radio 2 TopSong / Goud                                                                                     |
| Alles is nu                                                   | 2018                  | 20-10-2018            | tip11           | -            | |
| Alles is zoals het zou moeten zijn                            | 2020                  | 08-08-2020            | tip15           | -            | met Miss Montreal / Soundtrack Alles is zoals het zou moeten zijn                                          |
| Same Love (Jij blijft)                                        | 2020                  | -                     |                 |              | met Milow / Nr. 86 in de Single Top 100                                                                    |

| Single met hitnotering(en) in de Vlaamse Ultratop 50 | Datum van verschijnen | Datum van binnenkomst | Hoogste positie | Aantal weken | Opmerkingen                                                       |
| ---------------------------------------------------- | --------------------- | --------------------- | --------------- | ------------ | ----------------------------------------------------------------- |
| Slaap lekker (Fantastig toch)                        | 2009                  | 08-08-2009            | 2               | 17           | met Eva De Roovere / Nr. 1 in de Vlaamse Top 10                   |
| Liever                                               | 2014                  | 14-06-2014            | tip30           | -            | met Stef Bos                                                      |
| Treur niet (Ode aan het leven)                       | 2015                  | 12-12-2015            | tip50           | -            | met JW Roy                                                        |
| Morgen komt het goed                                 | 2016                  | 02-04-2016            | tip29           | -            |                                                                   |
| Ik huil alleen bij jou                               | 2016                  | 14-05-2016            | tip25           | -            | met Ali B                                                         |
| Jaar of 4                                            | 2016                  | 27-08-2016            | tip24           | -            |                                                                   |
| Laten we dansen                                      | 2016                  | 15-10-2016            | tip38           | -            | met Paul de Munnik                                                |
| Gent                                                 | 2016                  | 14-01-2017            | tip             | -            | met Linde Schöne                                                  |
| Straks is het te laat                                | 2017                  | 02-12-2017            | tip             | -            |                                                                   |
| Allez                                                | 2018                  | 28-04-2018            | tip             | -            | met Kraantje Pappie                                               |
| De zon op                                            | 2018                  | 11-08-2018            | tip29           | -            |                                                                   |
| We moeten door                                       | 2018                  | 15-12-2018            | tip35           | -            |                                                                   |
| Wild kind                                            | 2019                  | 18-05-2019            | tip             | -            | met Eva De Roovere                                                |
| Tien seconden                                        | 2019                  | 07-09-2019            | tip             | -            |                                                                   |
| Misschien had je toch gelijk                         | 2020                  | 15-02-2020            | tip10           | -            |                                                                   |
| Gelukkig (ben ik niet de enige)                      | 2020                  | 04-07-2020            | tip             | -            |                                                                   |
| Alles is zoals het zou moeten zijn                   | 2020                  | 22-08-2020            | tip             | -            | met Miss Montreal / Soundtrack Alles is zoals het zou moeten zijn |

### NPO Radio 2 Top 2000
| Nummers met noteringen in de NPO Radio 2 Top 2000 | '16 | '17 | '18 | '19  | '20 | '21 | '22 | '23  | '24  |
| ------------------------------------------------- | --- | --- | --- | ---- | --- | --- | --- | ---- | ---- |
| De zon op                                         | ×   | ×   | -   | 1513 | 902 | 826 | 768 | 1156 | 1012 |
| La vie est belle (met Vali)                       | ×   | ×   | -   | -    | -   | -   | -   | 1626 | 1695 |
| Treur niet (Ode aan het leven) (met JW Roy)       | 437 | 462 | 389 | 354  | 203 | 210 | 282 | 373  | 354  |

1. ↑  Een '-' betekent dat het nummer niet was genoteerd, een '×' betekent dat het nummer nog niet was uitgebracht en een vetgedrukt getal geeft de hoogste notering van een nummer aan.
2. ↑  2016 was het eerste jaar met een notering voor Diggy Dex.

### Met DAC
- 2002 - DAC - Didactici (album)
- 2003 - DAC - Springstof (single)
- 2005 - DAC - Professioneel Spinnen (ep/lp)
- 2005 - DAC - Professioneel Chillen (album)

### Overig
- 2005 - Grootmeester Jan - Collaboratorium (album)
- 2006 - Engel & Daniel - Woonbootproducties 1 (album)
- 2006 - Urb Q - Boiling Point (mixtape)
- 2006 - Revert Mixtape (mixtape)
- 2007 - Engel & Daniel - Woonbootproducties 2 (album)
- 2008 - Homegrown 2007 (album)
- 2008 - Engel - Engelland (album)
- 2009 - Engel - Geen Weg Terug (album)
- 2009 - Surya - Suryalisme (album)

### Liedjesschrijver
Naast eigen nummers of in groepsverband schrijft Diggy Dex regelmatig nummers voor andere artiesten. Onder meer Trijntje Oosterhuis, Ruth Jacott, Miss Montreal, Kinderen voor Kinderen en Buurman namen nummers van zijn hand op. Onder meer aan de volgende nummers heeft hij bijgedragen:
- Leef (André Hazes jr.)
- Blauwe dag (Suzan & Freek)
- Je staat niet alleen (Guus Meeuwis)

### Bestseller 60
| Boeken met noteringen in de Nederlandse Bestseller 60 | Jaar van verschijnen | Datum van binnenkomst | Hoogste positie | Aantal weken | Opmerkingen |
| ----------------------------------------------------- | -------------------- | --------------------- | --------------- | ------------ | ----------- |
| Losse krabbels                                        | 2024                 | 13-03-2024            | 47              | 1            |             |